# Zaborani (Konjic, BiH)
Zaborani su naseljeno mjesto u općini Konjicu, Federacija Bosne i Hercegovine, BiH.

## Povijest
U vrijeme rimskog Carstva tuda je prolazila trasa ceste koja je išla od doline Neretve preko Nevesinja za Biograd i Zaborane prema Sarajevskom polju. Ulica je ostao u funkciji i u srednjem vijeku. Istim starim rimskim putem na Zaborane iz pravca Vrhbosne stigli su Osmanlije u nevesinjski kraj. Dvor hrvatske velikaške obitelji Sankovića nalazio se u Zaboranima.
Dionica starog puta od Zaborana do Glavatičeva zove se Vlaški put, što znači da je ovuda bila trasa periodičnih kretanja polunomadskih stočara, uglavnom Vlaha.
Poslije potpisivanja Daytonskog mirovnog sporazuma, veći dio općine Nevesinje ušao je u sastav Republike Srpske. Zaborani su se našli podijeljeni entitetskom crtom pa je dio Zaborana u Federaciji BiH, a dio u Republici Srpskoj.

## Stanovništvo

### 1991.
Nacionalni sastav stanovništva 1991. godine, bio je sljedeći:
ukupno: 28
- Srbi – 28